# Region Neckar-Alb
Region Neckar-Alb – region w Niemczech, w kraju związkowym Badenia-Wirtembergia, w rejencji Tybinga. Siedzibą regionu jest miasto Mössingen.

## Podział administracyjny
W skład regionu Neckar-Alb wchodzą:
- trzy powiaty ziemskie (Landkreis)

Powiaty ziemskie:
| Lp. | Nazwa powiatu      | Ludność (31 grudnia 2022) | Powierzchnia km² | Liczba gmin |
| --- | ------------------ | ------------------------- | ---------------- | ----------- |
| 1   | Reutlingen         | 291.696                   | 1.092,46         | 26          |
| 2   | Tybinga (Tübingen) | 232.803                   | 519,11           | 15          |
| 3   | Zollernalb         | 193.235                   | 917,57           | 25          |